# Carabunia bicoloripes
Carabunia bicoloripes är en stekelart som beskrevs av Hayat 2003. Carabunia bicoloripes ingår i släktet Carabunia och familjen sköldlussteklar. Inga underarter finns listade.